# Włodzimierz Lubański
Włodzimierz Leonard Lubański (født 28. februar 1947 i Gliwice) er en polsk tidligere fodboldspiller, der spillede angriber og var med, da Polens landshold vandt guld ved OL 1972 i München.

## Karriere

### Klubber
Lubański spillede på klubplan i hjemlandet hos Górnik Zabrze, i Belgien hos KSC Lokeren og i Frankrig hos både Valenciennes og Quimper. Med Górnik var han med til at vinde hele syv polske mesterskaber, og blev fire gange ligaens topscorer.

### Landshold
Lubański debuterede på det polske landshold som blot 16-årig i september 1963 i en venskabskamp mod Norge, som polakkerne vandt 9-0, og Lubański scorede i sin debutkamp. I alt nåede han at spille 75 kampe og scorede 42 mål for landsholdet, hvilket i mange år var scoringsrekord for det polske landshold, inden Robert Lewandowski overgik ham i oktober 2017.
Han deltog i OL 1972 i München, hvor Polen først vandt sin indledende pulje med tre sejre, hvorpå det i mellemrunden blev til sejr over Sovjetunionen og Marokko samt uafgjort 1-1 mod Danmark. Som vinder af puljen kom Polen derpå til at spille finale mod vinderen af den anden mellemrundegruppe, Ungarn, og her var Polen bagud 0-1 ved pausen. På to mål af Kazimierz Deyna i anden halvleg vendte holdet kampen og sikrede sig guldmedaljerne, mens Ungarn fik sølv og DDR og Sovjetunionen delte bronzen efter en kamp, der endte 1-1. Lubański spillede fuld tid i alle holdets kampe ved OL og scorede to mål.
Han deltog også ved VM 1978 i Argentina, hvor han spillede i fem af holdets seks kampe. Han spillede sin afskedskamp på landsholdet i september 1980, hvor han var anfører og i øvrigt scorede sit holds mål i kampen mod Tjekkoslovakiet, der endte 1-1.